# Ägyptische Fußballnationalmannschaft (U-17-Junioren)
Die ägyptische U-17-Fußballnationalmannschaft ist eine Auswahlmannschaft ägyptische Fußballspieler. Sie unterliegt der Egyptian Football Association und repräsentiert sie international auf U-17-Ebene, etwa in Freundschaftsspielen gegen die Auswahlmannschaften anderer nationaler Verbände, bei U-17-Afrikameisterschaften und U-17-Weltmeisterschaften.
Die Mannschaft wurde 1997 Afrikameister und erreichte 2003 den vierten Platz.
Bei der WM 1997 im eigenen Land erreichte sie das Viertelfinale, das sie jedoch gegen Spanien verlor. 1987 schied sie in Kanada in der Vorrunde aus.

## Teilnahme an U-17-Weltmeisterschaften
(Bis 1989 U-16-Weltmeisterschaft)
| 1985 | nicht qualifiziert |
| 1987 | Vorrunde           |
| 1989 | nicht qualifiziert |
| 1991 | nicht qualifiziert |
| 1993 | nicht qualifiziert |
| 1995 | nicht qualifiziert |
| 1997 | Viertelfinale      |
| 1999 | nicht qualifiziert |
| 2001 | nicht qualifiziert |
| 2003 | nicht qualifiziert |
| 2005 | nicht qualifiziert |
| 2007 | nicht qualifiziert |
| 2009 | nicht qualifiziert |
| 2011 | nicht qualifiziert |
| 2013 | nicht qualifiziert |
| 2015 | nicht qualifiziert |
| 2017 | nicht qualifiziert |
| 2019 | nicht teilgenommen |
| 2021 | –                  |
| 2023 | nicht qualifiziert |

## Teilnahme an U-17-Afrikameisterschaften
| 1995 | nicht qualifiziert |
| 1997 | Afrikameister      |
| 1999 | zurückgezogen      |
| 2001 | zurückgezogen      |
| 2003 | 4. Platz           |
| 2005 | zurückgezogen      |
| 2007 | nicht qualifiziert |
| 2009 | nicht teilgenommen |
| 2011 | Vorrunde           |
| 2013 | zurückgezogen      |
| 2015 | nicht qualifiziert |
| 2017 | nicht qualifiziert |
| 2019 | nicht teilgenommen |
| 2021 | –                  |
| 2023 | nicht qualifiziert |